# Yamashiro Junya
Junya Yamashiro (sinh ngày 19 tháng 6 năm 1985) là một cầu thủ bóng đá người Nhật Bản.

## Sự nghiệp câu lạc bộ
Junya Yamashiro đã từng chơi cho Cerezo Osaka, Sagan Tosu, V-Varen Nagasaki và Zweigen Kanazawa.